# Lasanius
Lasaniusè un genere estinto di pesci agnati, appartenente agli anaspidi. Visse nel Siluriano superiore (circa 421 milioni di anni fa) e i suoi resti fossili sono stati ritrovati in Scozia.

## Descrizione
Questo piccolo pesce era lungo solitamente fino a 5 centimetri, anche se vi sono resti incompleti che fanno supporre l'esistenza di esemplari lunghi anche 15 centimetri. Il corpo di Lasanius era piuttosto slanciato e, al contrario delle forme simili come Birkenia, non possedeva scaglie ricoprenti, eccezion fatta per una serie di scaglie mediane dorsali a forma di uncino. L'endoscheletro era probabilmente cartilagineo e non si è conservato. Le uniche parti dure conservate di Lasanius sono quindi i 17-24 scudi dorsali a uncino e una fila obliqua di sei ossicoli associati con le aperture branchiali, con una serie di "bastoncini" ossei postcefalici (da 5 a 10) immediatamente posteriori agli ossicoli branchiali. I fossili di Lasanius, altrimenti, si conservano sotto forma di pellicola carboniosa.
Benché il numero di aperture branchiali sia sempre il medesimo (6), i bastoncini dietro gli ossicoli branchiali variano da specie a specie, e anche da esemplare a esemplare, fino ad arrivare a variazioni tra lato e lato del medesimo esemplare. Non è chiaro a cosa servissero queste strutture a forma di L: alcuni li ritennero utili a sostenere le branchie (Stetson, 1927), altri all'inserzione dei miotomi (Bulman, 1930). Uno studio di Parrington (1958) ha messo in luce che la specie L. problematicus possedeva tra i sette e i nove "bastoncini", e che questo numero non variava in base alla taglia o alla maturità degli individui. Parrington mostrò inoltre che ogni struttura a L sorreggeva una spina laterale, la quale forse era una sorta di supporto per una primitiva pinna pettorale. La testa di Lasanius è poco conosciuta: non sono note parti fossilizzate riconoscibili, eccezion fatta per un paio di strutture simili a lenti, interpretate come occhi (Parringtno, 1958). La coda era eterocerca, ovvero con il lobo inferiore più allungato.

## Classificazione
Lasanius è stato descritto per la prima volta nel 1899 da Traquair, sulla base di resti fossili ritrovati in Scozia in terreni del Siluriano superiore. Traquair inizialmente ricostruì gli esemplari capovolti (come anche l'affine Birkenia), poiché non conosceva alcun pesce dotato di coda eterocerca. Sono note due forme: la specie tipo, L. problematicus, e la più piccola e rara L. armatus. Il genere Lasanius è stato ridescritto varie volte e spesso è stato considerato uno dei vertebrati più primitivi noti, a causa anche della mancanza di strutture difensive (se si esclude la fila di scudi dorsali). Lasanius è considerato un rappresentante basale degli anaspidi, un gruppo di vertebrati privi di mascelle classicamente posti vicino all'origine degli gnatostomi. Sembra che Lasanius sia il sister taxon di tutte le altre forme di anaspidi, noti come Birkeniida, dotate di scaglie su tutto il corpo. 

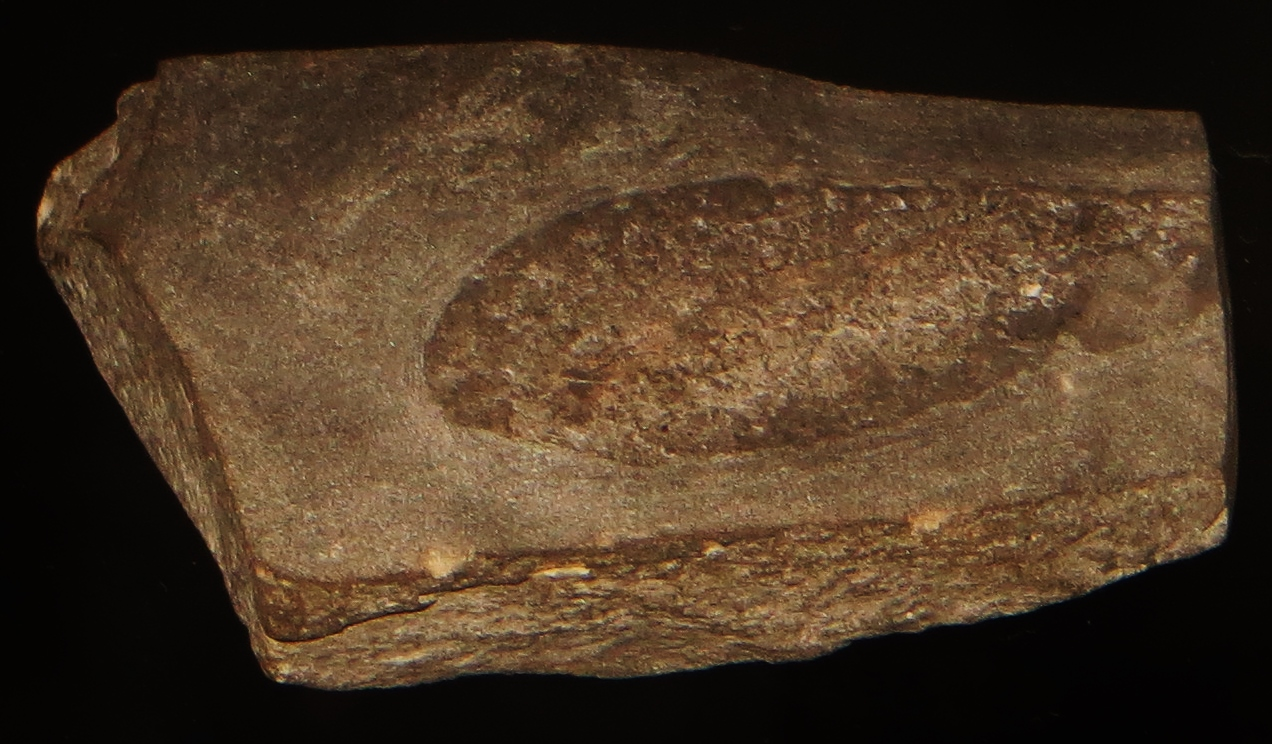
Fossile di Lasanius problematicus

## Paleoecologia
Lo studio di Parrington (1958) ricostruì Lasanius come un nuotatore attivo, che usava la sua coda ipocerca per acquisire una posizione verticale "al contrario", così da setacciare il fondale marino fangoso e aspirare minuscoli organismi grazie alla bocca.